# Сан-Гавино-ди-Карбини
Сан-Гавино-ди-Карбини (фр. San-Gavino-di-Carbini, корс. San Gavinu di Carbini) — коммуна во Франции, находится в регионе Корсика. Департамент коммуны — Южная Корсика. Входит в состав кантона Левие. Округ коммуны — Сартен.
Код INSEE коммуны — 2A300.

## Население
Население коммуны на 2008 год составляло 1018 человек.
| 1962 | 1968 | 1975 | 1982 | 1990 | 1999 | 2008 |
| ---- | ---- | ---- | ---- | ---- | ---- | ---- |
| 373  | 301  | 266  | 381  | 538  | 738  | 1018 |

## Экономика
В 2007 году среди 617 человек в трудоспособном возрасте (15—64 лет) 422 были экономически активными, 195 — неактивными (показатель активности — 68,4 %, в 1999 году было 60,1 %). Из 422 активных работали 374 человека (230 мужчин и 144 женщины), безработных было 48 (17 мужчин и 31 женщина). Среди 195 неактивных 45 человек были учениками или студентами, 56 — пенсионерами, 94 были неактивными по другим причинам.
В 2008 году в коммуне насчитывалось 418 облагаемых налогом домохозяйств, в которых проживали 1018 человек, медиана доходов составляла 16 965 евро на одного человека.